# Chattahoochee
La Chattahoochee est une rivière des États-Unis qui prend sa source dans les montagnes du nord-est de la Géorgie, puis se dirige au sud-ouest vers Atlanta avant de se diriger plein sud, formant alors la partie sud de la frontière entre Géorgie et Alabama, puis celle de la Géorgie avec la Floride. Plus au sud, elle rejoint la rivière Flint et forme le lac Séminole près de Bainbridge.
Son nom Chattahoochee vient vraisemblablement du mot creek signifiant « roches peintes », qui fait sans doute référence aux affleurements de granite colorés le long de son cours.

## Dans la culture populaire
La rivière a inspiré une chanson au chanteur country Alan Jackson qui a reçu le titre de meilleure chanson country de l'année 1993.

## Source
- (en) Fred Brown, Sherri M. L. Smith et Richard Stenger, The Riverkeeper's guide to the Chattahoochee River : from its origin at Chattahoochee Gap to Apalachicola Bay, Atlanta, CI Pub., 1997 (ISBN 9781580720007).